# Ahmed Fatouh
Ahmed Abou El Fatouh ou plus simplement appelé Ahmed Fatouh, né le 22 mars 1998, est un footballeur international égyptien qui évolue au poste d'arrière gauche au Zamalek SC.

## Biographie

### Carrière en club
Ahmed Fatouh fait ses débuts professionnels avec ENPPI Club le 30 septembre 2016 lors d'une défaite 3-0 contre Misr El Maqasa.
Il marque son premier but en professionnel le 28 décembre 2020 lors d’une victoire 0-2 contre Smouha SC.

### Carrière en sélection
Le 26 mars 2019, il honore sa première sélection contre le Nigeria.

## Palmarès

### En club
- Vainqueur du Championnat d'Égypte en 2021 et 2022 avec Zamalek SC.
- Vainqueur de la Coupe d'Égypte en 2018, 2019 et 2021 avec Zamalek SC.
- Vainqueur de la Supercoupe d'Égypte en 2017 avec Zamalek SC.

### En sélection
- Vainqueur de la Coupe d'Afrique des nations des moins de 23 ans 2019 avec l'équipe d'Égypte olympique.